# Grevillea kennedyana
Grevillea kennedyana är en tvåhjärtbladig växtart som beskrevs av F. Müll.. Grevillea kennedyana ingår i släktet Grevillea och familjen Proteaceae. Inga underarter finns listade i Catalogue of Life.